# Fodina auximena
Fodina auximena là một loài bướm đêm trong họ Noctuidae.